# Пунгъю
Пунгъю (устар. Пунг-Ю) — река в Приуральском районе Ямало-Ненецкого АО. Впадает в озеро Большой Харбейский Сор. Длина реки — 24 км.

## Данные водного реестра
По данным государственного водного реестра России относится к Нижнеобскому бассейновому округу, водохозяйственный участок реки — Обь от города Салехард и до устья, речной подбассейн реки — бассейны притоков Оби ниже впадения Северной Сосьвы. Речной бассейн реки — (Нижняя) Обь от впадения Иртыша.
Код объекта в государственном водном реестре — 15020300212115300033640.